# باغدره
باغدره یکی از محله‌های شهر لواسان در استان تهران است. این محله در کنار بلوار امام خمینی شهر لواسان و متصل به محله ناران قرار دارد که به صورت رسمی یک خُردمحله از محله ناران است.. قلعه باستانی باغ دره در این محله قرار دارد.